# カメンクラゲ
カメンクラゲ (Thalassocalyce inconstans) はクシクラゲ類のクラゲの1種である。この類では珍しい傘形のクラゲであり、外形はむしろ刺胞動物のクラゲに似る。その構造の独自性から目のレベルまで独立の群とされている。

## 特徴
全体は傘状。袖状突起や耳状突起はない。とても柔らかくて脆弱で、生時には刺激によって収縮し、それによって輪郭は大きく形を変え、皿形や腕形から大きな袖状突起を持ったカブトクラゲのような形、さらには2つのボクシンググローブを向かい合わせた形にもなる。
胃管接続構造は特殊で、胃から伸びる正輻管は間輻管と従輻管に分枝してゆき、沿触手側では子午管の口側終端に繋がり、半口側では行き止まりで終わる。沿咽頭側では櫛板列の末端の近くで子午管と接続して半口側で行きどまる一方、口側で子午管は迷走した後に隣接した沿触手側子午管と従輻管の連結部分に繋がる。子午管の連結は体の四分割部で完結する。触手管は対となる間輻管の片方から分かれて出る。
上面には8列の櫛板列があり、いずれもほぼ等長。沿触手面の子午管に卵巣が発達する。
大きさは新種記載時の個体は30-50mmであったが、野外観察で得られた一番広がった状態での測定値は15cmであった。後に深海で観察された例でも直径15cmになるものも観察されている。ただし細部で違いも見られ、別種の可能性があるという。
学名は「形の変わりやすい海のコップ」の意である。
なお本種の身体は極めてもろく、本種を記載した論文でこの類がもろすぎるために一般的なプランクトン採集法では存在が確認出来ないことを述べた上で、本種はこの類でもとりわけ壊れやすい為にこの時点まで発見出来なかったのも不思議ではないと述べている。

## 分布
最初の発見は大西洋北部サルガッソー海の海底30mから発見された。日本では潜水艇による深海調査で発見されるようになった。日本では冬の駿河湾から知られる。

## 生態など
野外での観察では積極的に泳ぐ様子はなく、形を変えながら漂っている。時に傘の縁を裏返るようにするウリクラゲに見られるような行動をする。海中を仮面が漂っているように見えるという。
カリフォルニア沖での自動操縦の潜水艇を用いて撮影されたビデオ映像で本種が撮影されており、その行動などの調査がそれに基づいて行われている。それによると本種は海面下から水深3500m（最深の記録は3512m）の範囲で観察されたが、多くの個体数が見られたのは500mより浅い水域で、もっとも多かったのは水深300m付近であった。その水深における分布はこの水域のオキアミ類の分布とよく一致する。捕食時にはまず本種は完全に扁平になるほどに広がり、それから不意に収縮してその下面の海水と餌を囲い込むようにする。2つの球形が強く寄り集まったような形になるまで0.5秒ほど。このような状態で口腔内にオキアミ類が取り込まれた状態の個体も観察されている。

## 重要性
その姿がクシクラゲ類では例の少ない傘状、つまり刺胞動物のクラゲの形であったことで注目された。その形態や胃水管系の構造などがそれまでに知られたものとはっきり異なっていたため、新種記載時に新目新科新属新種として発表された。
原記載論文では著者らはこの種の刺胞動物のクラゲに似た形について論じ、この類で知られる同様の形のものとしてツノクラゲ属の Leucothea multicornis の幼生がその形や水管系の配置に於いて似ていることを上げ、更に幾つかの種と比較して論じている。